# Stygnomma fiskei
Espèce
Stygnomma fiskei est une espèce d'opilions laniatores de la famille des Stygnommatidae.

## Distribution
Cette espèce est endémique de Jamaïque. Elle se rencontre dans les grottes Coffee River Cave, Jackson Bay Cave et Oxford Cave.

## Description
Le mâle holotype mesure 2,85 mm et la femelle paratype 2,67 mm. Cet opilion est anophtalme.

## Systématique et taxinomie
Cette espèce a été décrite par Rambla en 1969.

## Étymologie
Cette espèce est nommée en l'honneur d'Alan Fiske.

## Publication originale
- Rambla, « Cave harvestmen from Jamaica (Opiliones: Phalangodidae) », Psyche : A Journal of Entomology, vol. 76, no 4,‎ 1969, p. 390-406 (lire en ligne)